# Pingüí de les Galápagos
El pingüí de les Galápagos (Spheniscus mendiculus) és un ocell marí de la família dels esfeníscids (Spheniscidae). És l'únic pingüí que viu al nord de la línia equatorial, afavorit per les baixes temperatures de l'aigua produïdes pel corrent de Humboldt.

## Morfologia
- És un pingüí petit que fa uns 50 cm de llargària i uns 2500 grams de pes.
- Parts superiors gris pissarra i parts inferiors blanques.
- Cap completament fosc a excepció d'una estreta banda blanca que va des de la base de la mandíbula superior, separant el capell de les galtes, corbant-se cap a baix fins a creuar la gola.
- Una franja negra rodeja les zones inferiors blanques, i una altra rodeja el pit dirigint-se cap a baix pels costats.

La mandíbula superior del bec és negra i la inferior groga amb punta negra.
- Potes negres amb clapes blanques.

## Hàbitat i distribució
D'hàbits pelàgics, cria a les illes Galápagos, principalment a Fernandina i Isabela, però també en petit nombre, en Santiago, Santa Cruz i Floreana.

## Reproducció
La major part dels nius s'observen entre maig i gener. Els nius es fan a menys de 50 metres de la vora, dins de coves o caus per protegir les cries de la radiació solar. Les parelles es formen per vida. La femella pon normalment dos ous, si bé només un sobreviurà. Ambdós pares coven els ous durant 38 – 40 dies, i més tard els dos fan torns en la cura dels pollets.